# Научная библиотека Керченского музея
Научная библиотека Ке́рченского музея  — уникальное собрание по археологии, истории и смежным дисциплинам для обеспечения всех функций деятельности музея.
Расположена в здании музея по адресу : ул. Свердлова, 22 , на втором этаже.

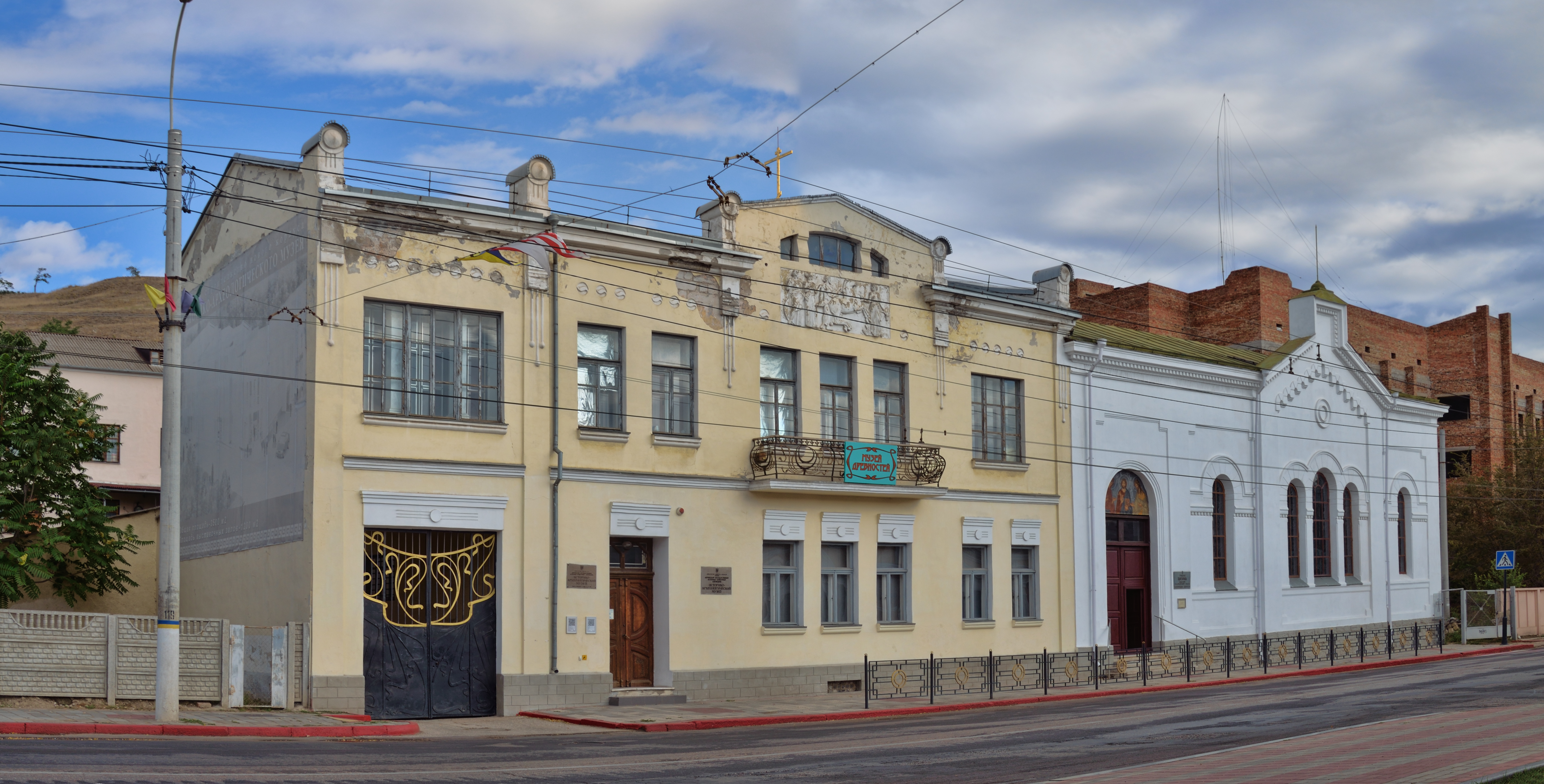
Здание музея и библиотеки

## История
Созданию Керченского музея предшествовал продромный период (1810—1826 гг.) — Музей Поля Дюбрюкса. В своих исследованиях Дюбрюкс нуждался в сочинениях Геродота, Страбона, Диодора Сицилийского, в Периплах Скимна Хиосского и Анонимного автора и пользовался книгами И. А. Стемпковского и И. П. Бларамберга. При открытии Керченского музея древностей были принесены в дар экспонаты и книги. Начало библиотеке положил директор музея А. Б. Ашик. К 1835 году в библиотеке было 15 книг, а к концу его деятельности стало уже 47. Следующий директор музея (1853—1878) археолог А. Е. Люценко продолжал комплектование библиотеки. Поступили «Древности Боспора Киммерийского», были получены первые тома продолжающихся изданий «Записки Одесского общества истории и древностей» и «Отчёты Императорской Археологической Комиссии». Анна Михайловна Раевская, вдова генерала Николая Николаевича Раевского принесла в дар библиотеке «Пропилеи. Сборник статей по классической древности». При директоре С. И. Веребрюсове книги присылала Императорская Археологическая комиссия. Свои книги дарили музею Н. П. Кондаков и В. Г. Тизенгаузен. Заботились о пополнении книжного фонда директора Ф. И. Гросс, К. Е. Думберг. Книжный фонд улучшился качественно и достиг количества 517 экземпляров. В. В. Шкорпил удвоил количество книг в библиотеке. После трагической гибели учёного в 1918 году его личная библиотека влилась в фонд библиотеки музея. В 1920—1922 гг. в библиотеку поступили книги исторического содержания из упразднённых учреждений — гимназий, церковных и частных библиотек.
Во время Великой Отечественной войны часть книжного фонда погибла. Потери лишь отчасти восстановлены в послевоенный период путём покупок и за счёт дарений. В настоящее время книжный фонд составляет 45 000 единиц. Ведутся все формы библиотечно-библиографической работы. Читателями библиотеки являются сотрудники Керченского историко-культурного заповедника, сотрудники археологических экспедиций, ведущих исследования на Керченском полуострове, и работники других учреждений. Они принимают участие в комплектовании книжного фонда, доставляя экземпляры своих работ и издания своих учреждений.

## Фонды
- Фонд книг на русском языке
- Фонд иностранных изданий
- Фонд периодических изданий
- Газетный фонд
- Фонд справочной литературы

## Каталоги
Система каталогов и картотек создана на основе библиотечно-библиографической классификации для научных библиотек. Ведётся с 1978 года.
- Алфавитный каталог
- Систематический каталог
- Краеведческий каталог
- Картотека изданий Керченского историко-археологического музея — Историко-археологического заповедника
- Картотека трудов сотрудников заповедника

## Электронный каталог
Компьютерная поисковая система начала создаваться с 2002 года на основе информационно-библиотечной программы IRBIS. В электронный каталог вносятся новые поступления и дополнются ретроспективно.

## Читальный зал
Читальный зал на 16 мест содержит основную справочную литературу на открытом доступе и оснащён приборами для чтения документов на микроносителях. Чтение электронных документов в компьютере библиотеки.